# Prinsessan Anle
Prinsessan Anle, personligt namn Li Guo'er, född 684, död 710, var en kinesisk prinsessa och tronföljare. 
Hon var dotter till kejsar Tang Zhongzong och Kejsarinnan Wei. Hon beskrivs i traditionell kinesisk historieskrivning som bortskämd och maktgirig. 
Under sin fars regeringstid övertog hennes mor de facto makten, och Anle fungerade som hennes rådgivare. Hon försökte upprepade gånger utan framgång övertala sin far att utse henne till tronföljare, något som aldrig hade förekommit i Kina. 
3 juli 710 avled hennes far. I traditionell historieskrivning anklagas hon och hennes mor för att ha förgiftat honom, men i verkligheten ska han ha dött en naturlig död. Däremot höll de hans död hemlig i flera dagar tills de kunde installera Anles yngsta halvbror Tang Shang på tronen med hennes mor Wei som förmyndarregent. 
Wei regerade i sjutton dagar. Anle blev nu officiellt förklarad för tronarvinge (denna gång till sin bror), något unikt i Kinas historia. 
Hennes mor hade ambitionen att följa sin svärmor Wu Zetians exempel och utropa sig till monark, men hennes planerade kupp misslyckades och hon och hennes dotter störtades av en motkupp iscensatt av Anles faster prinsessan Taiping, som placerade sin bror, Anles farbror Ruizong på tronen. Wei och Anle dödades båda under kuppen.